# フーリエ変換イオンサイクロトロン共鳴質量分析計
フーリエ変換イオンサイクロトロン共鳴質量分析計（Fourier Transform Ion Cyclotron Resonance Mass Spectrometer;FT-ICR-MS）とは、質量分析計の形式の一つ。

## 概要
フーリエ変換イオンサイクロトロン共鳴質量分析計は、高真空中で超伝導磁石によって生成される強い磁場において荷電粒子がローレンツ力によって磁場方向を中心軸として回転運動(サイクトロトロン運動)を行う事を利用して分離する。
質量分析法では、測定対象の分子を何らかの方法で気体状の荷電粒子として真空中で電場や磁場を印加して運動を与えると、質量と電荷に応じて分離するので、これを検出する。この時の質量(m)を電荷の大きさ(z)で割ったものを質量電荷比（m/z）と呼び、横軸に質量電荷比を取り、縦軸に信号強度を取ったものがマススペクトルである。
- ｆ=qB/2πm

ｆ：回転周波数（サイクロトロン共鳴周波数）q (=z x e)：電荷、B：磁場、m：質量
励起電極にこの回転周波数の高周波電圧を印加すると、無秩序に運動していた荷電粒子は加速され、回転半径が大きくなると共に、同じ回転周波数を持つm/zの荷電粒子が共鳴して一群となって運動するようになる。この一群が検出電極に周期的に近づくため、誘導電流が発生する。通常は様々なm/zの荷電粒子が存在するため、それぞれのm/z回転速度に応じた周波数の信号が混合して検出されるので、この合成波形を高速フーリエ変換により解析することでマススペクトルが得られる

## 長所
- 超高分解能
- 高質量の荷電粒子を高分解能で測定できる
- 荷電粒子を破壊せずに測定できる
- 単独でMS/MS法が可能

## 短所
- 超伝導磁石を使用するので装置が大型で高価
- 残留ガスとの衝突が起こらないように高真空が必要
- 極低温に磁石を冷却するために液体ヘリウムが必要

## 文献
- 丹羽利充 (2003年7月15日). 丹羽利充編. ed. ポストゲノム・マススペクトロメトリー. 化学同人. p. Part11章MSの基礎
- 後藤豊, 天野力, 井上雅夫、「マイクロコンピュータを用いたフーリエ変換イオンサイクロトロン共鳴(FT-ICR)質量分析計のデータ処理システム」 『Journal of the Mass Spectrometry Society of Japan.』 1983年 31巻 2号 p.115-120, doi:10.5702/massspec.31.115
- 井上雅夫, 藤原真, 小野山勝 ほか、「超伝導電磁石を用いたフーリエ変換イオンサイクロトロン共鳴質量分析計の試作. I.」 『Journal of the Mass Spectrometry Society of Japan.』 1987年 35巻 2号 p.42-54, doi:10.5702/massspec.35.42
- 丸山茂夫, 井上修平. "フーリエ変換イオンサイクロトロン共鳴質量分析."
- 齋藤和徳. "フーリエ変換イオンサイクロトロン共鳴型質量分析計の原理と応用." CENTER NEWS 99 (2008): 1-4.
- 高谷光, 齋藤和徳, 根岸雄一. "超伝導で量る分子の質量--フーリエ変換イオンサイクロトロン共鳴質量分析計." 化学 66.9 (2011): 22-27.